# Louis Gomis
Louis Gomis (Marsiglia, 6 novembre 1971) è un ex calciatore francese, di ruolo difensore.

## Caratteristiche tecniche
Era un terzino sinistro.

## Carriera

### Club
Originario del Senegal, Gomis gioca per sole tre squadre durante la sua carriera: Nizza, Bordeaux e Tolosa. A Nizza coglie la vittoria della seconda divisione nel 1994 e il successo nella coppa nazionale nel 1997. Trasferitosi al Bordeaux, con i Girondini conquista il campionato del 1999, andando a chiudere la carriera a Tolosa.

## Palmarès

### Club

#### Competizioni nazionali
- Ligue 2: 1

Nizza: 1993-1994
- Coupe de France: 1

Nizza: 1996-1997
- Campionato francese: 1

Bordeaux: 1998-1999